# Koralblue Airlines
Koralblue Airlines var ett flygbolag baserat i Egypten. Bolaget inledde sin verksamhet i mars 2007 och utgjorde främst charterflygningar från Sharm el-Sheikh och Hurghada till destinationer i Europa.

## Flygplansflotta
Koralblues flotta bestod av följande flygplan (i maj 2011):